# Robert Klippel

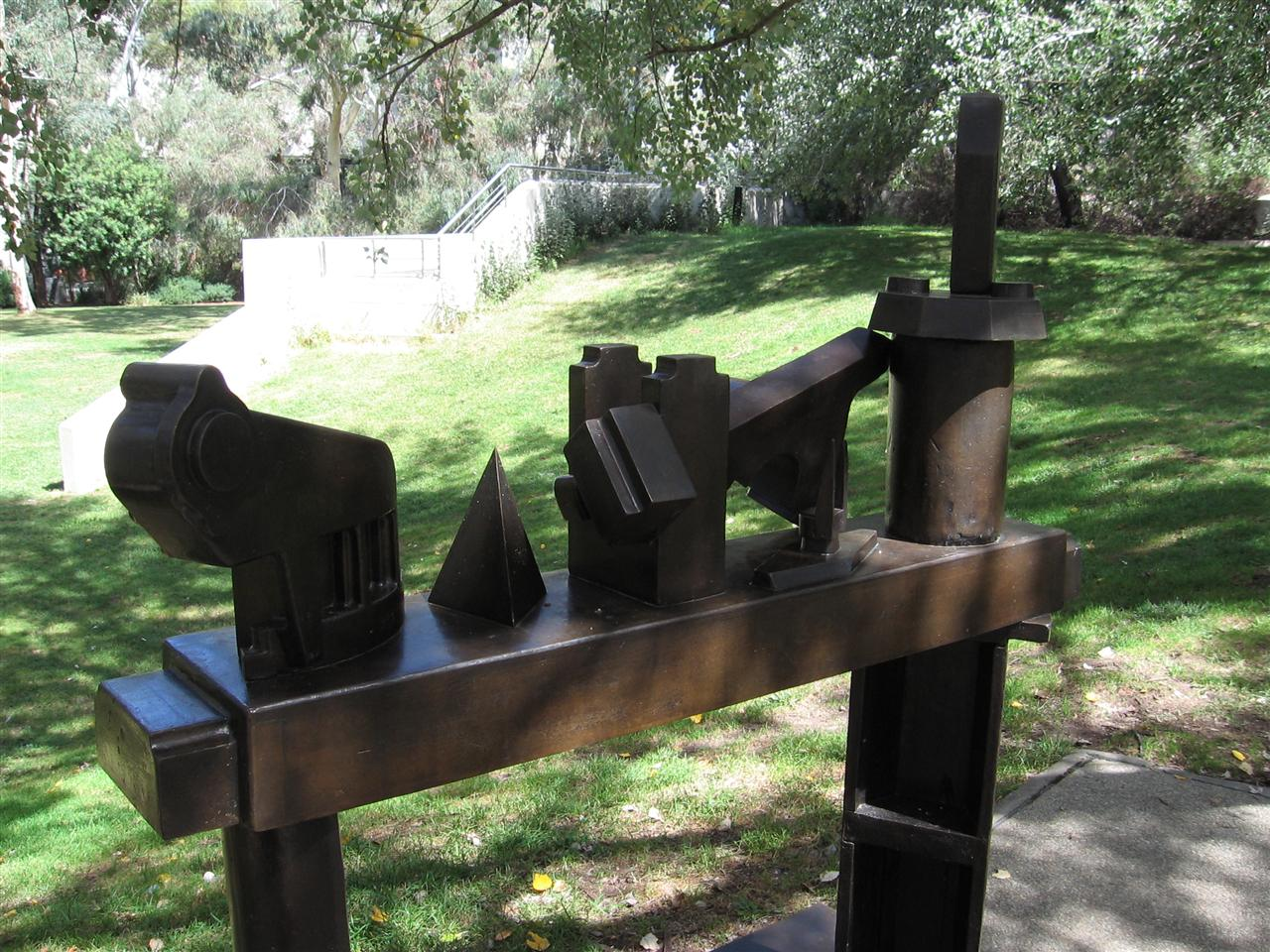
Number 751, National Gallery of Australia

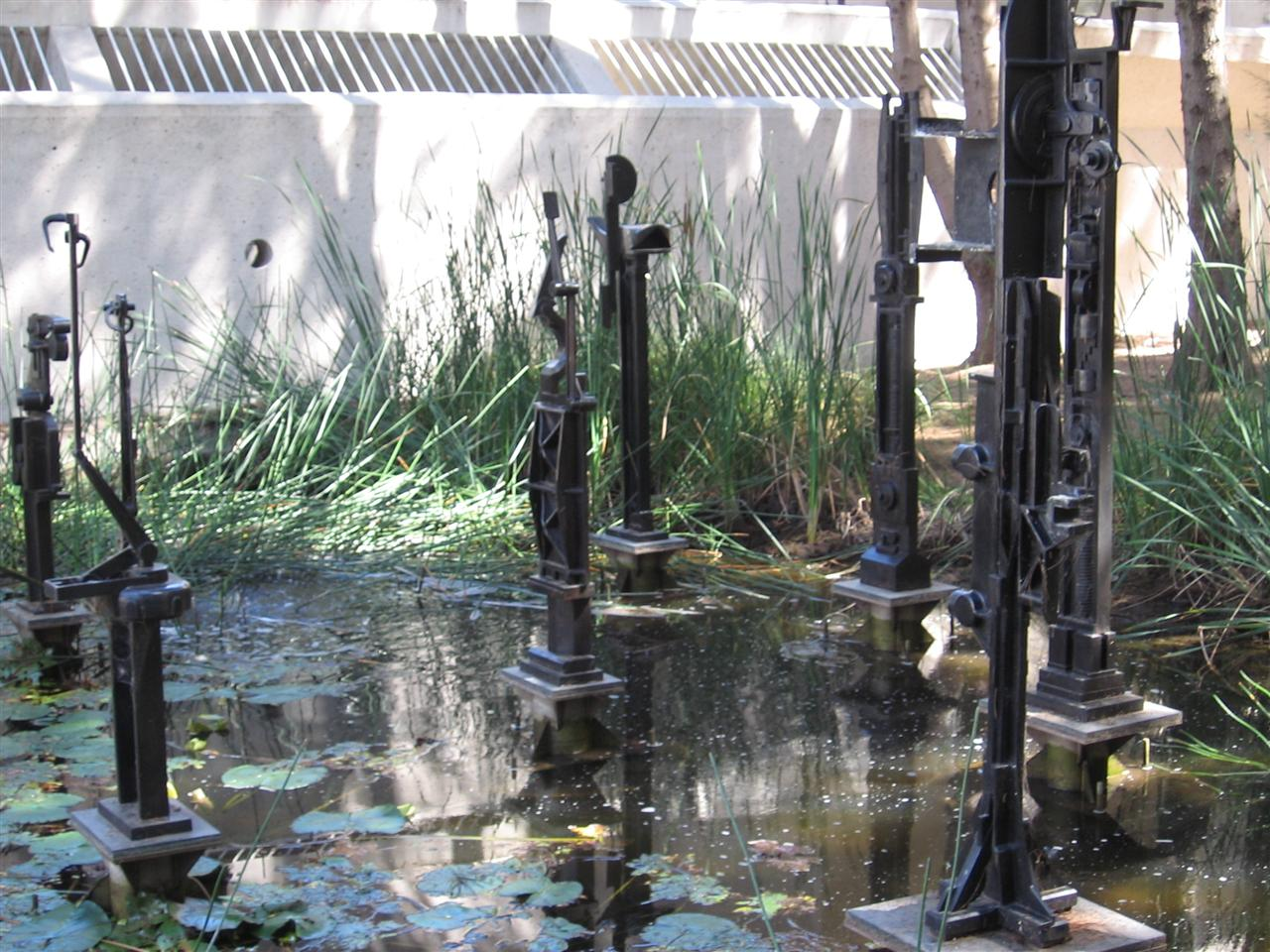
Group of eight bronzes, National Gallery of Australia

Robert Klippel (Sydney, 19 juni 1920 – aldaar, 19 juni 2001) was een Australische beeldhouwer en tekenaar.

## Leven en werk
Robert Klippel was reeds vanaf jonge leeftijd (zes jaar) een verwoed modelbouwer. In 1939 nam hij dienst bij de Royal Australian Navy en kreeg als taak modellen van vliegtuigen en schepen, als lesmateriaal voor de marineopleiding van het Gunnery Instruction Centre te maken. Na de Tweede Wereldoorlog studeerde hij traditionele beeldhouwkunst in Sydney (East Sydney Technical College) en Londen (Slade School of Fine Art). Hij verbleef met andere Australische kunstenaars, zoals Leonard French, Grahame King en Inge Neufeld, in The Abbey Arts Centre and Museum in New Barnet (regio Groot-Londen). In 1948 had hij zijn eerste expositie in de London Gallery in Londen en in 1949 op voorspraak van André Breton bij Galerie Nina Dausset in Parijs met sculpturen en tekeningen. In Parijs ontmoette hij vele surrealistische kunstenaars en daar begon zijn werkelijke opleiding. Zijn werk veranderde na 1949 van figuratief (zoals het zandstenen beeld Harry Boyd uit 1946, naar het voorbeeld van Henry Moore) in abstract. Hij was niet bij een kunststroming in te delen; zijn werk was zowel surrealistisch (met hout als materiaal) als constructivistisch (objectkunst en assemblage-kunst, vaak met metaal van de schroothoop, maar ook met industrieel vervaardigde onderdelen).
Van 1957 tot 1963 en van 1966 tot 1967 verbleef Klippel in de Verenigde Staten, eerst in New York en vanaf 1958 tot 1962 als docent beeldhouwkunst aan het Minneapolis College of Art and Design, waarna hij weer naar New York terugkeerde. Hij kwam veelvuldig in aanraking met het abstract expressionisme en zag een overzichtstentoonstelling van het werk van David Smith in het Museum of Modern Art. Na zijn definitieve terugkeer in Sydney verliet hij Australië niet meer. Hij woonde en werkte aan de kust in Birchgrove, Sydney, niet ver van een scheepswerf, waar hij materiaal voor zijn beelden vergaarde. Van 1975 tot 1979 was Klippel docent aan het Alexander Mackie College of Advanced Education (nu de kunstfaculteit van de Universiteit van New South Wales).
De productie van Klippel was groot (tot 1982 vervaardigde hij 424 sculpturen), maar van 1982 tot 2001 maakte hij niet minder dan 600 sculpturen (waarvan vele monumentaal) en duizenden tekeningen (vele met een stijl die aan Joan Miró doet denken).
In 2002 werd een retrospectieve tentoonstelling A Tribute Exhibition georganiseerd in de Art Gallery of New South Wales in Sydney en in 2008 de expositie Opus 2008 in de National Gallery of Victoria in Melbourne.

## Werken (selectie)
- Constructie No. 123 (1962), Art Gallery of New South Wales in Sydney
- No. 129 (1962), beeldenpark van het Heide Museum of Modern Art
- Opus 250 (No. 250 metal construction) - een werk van metaal en objects trouvé uit 1970, National Gallery of Australia (NGA) in Canberra
- Group of eight bronzes (1982) voor het beeldenpark van de NGA
- No. 129 Sentinel (1987), La Trobe University Sculpture Park
- Opus 300 (1972-1974), Art Gallery of New South Wales
- Opus 655 (1988), Art Gallery of New South Wales
- Number 751, een bronzen beeld in het Beeldenpark van de National Gallery of Australia in Canberra
- Painted Wood Sculptures (1989) - 79 houten beelden (enkele in brons gegoten), Niagara Gallery
- Installation (1995) - 87 kleine, tinnen beelden, Art Gallery of New South Wales
- No. 951 Diorama (1968-2001) - constructie van staal en brons, Art Gallery of New South Wales